# 馬蒂河

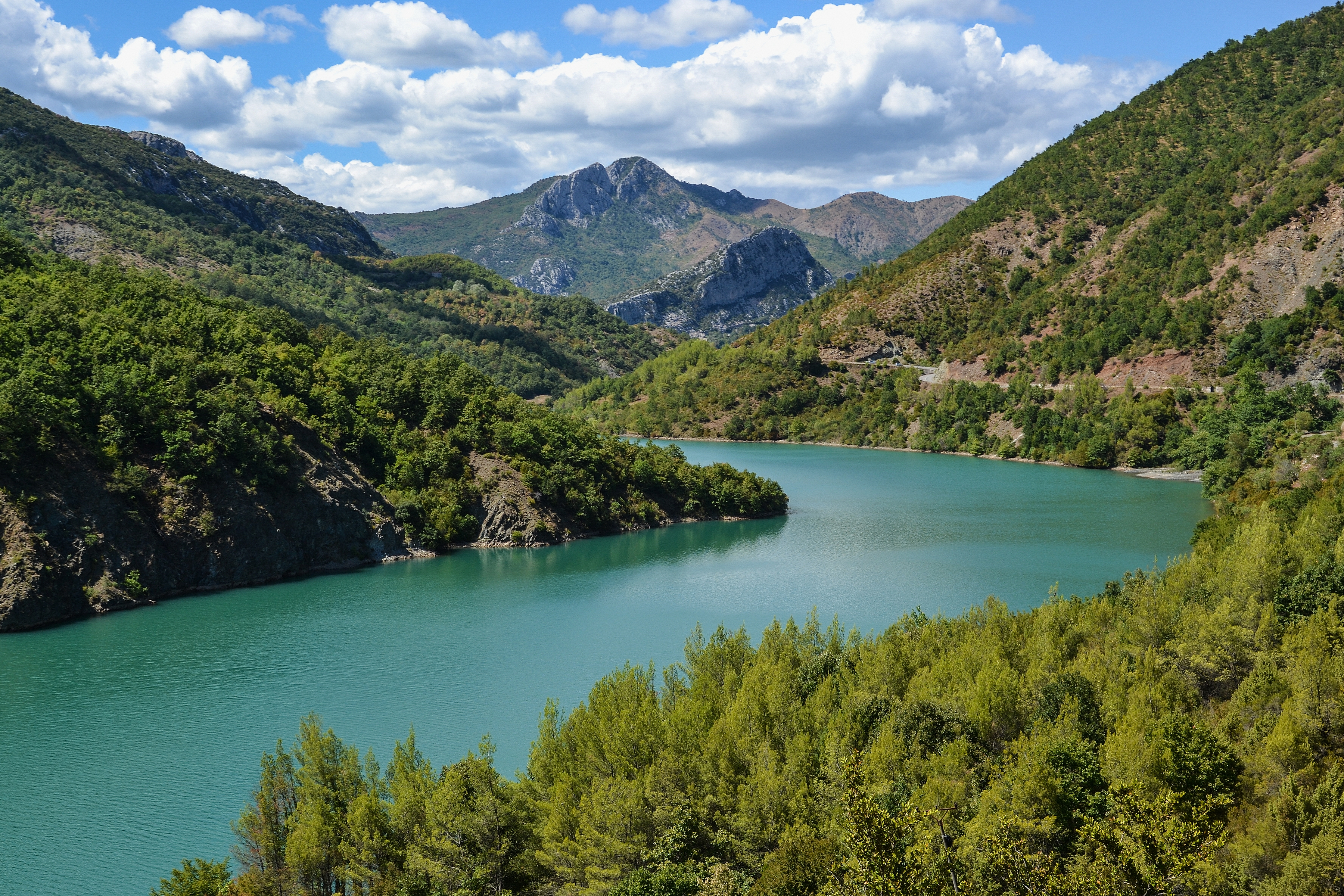

41°38′12″N 19°34′17″E / 41.63667°N 19.57139°E
馬蒂河，是阿爾巴尼亞的河流，位於該國中北部，河道全長115公里，流域面積2,441平方公里，平均流量每秒103立方米，最終注入亞得里亞海，河口處於萊什和拉奇之間。